# Ситония
Ситония (на гръцки: Σιθωνία) е средният от трите полуострова на Халкидическия полуостров. На запад от него е полуостров Касандра, а на изток е Света гора. Заливите, които обкръжават полуострова са Сингитския залив на запад и Торонийския залив от изток. В централната част на полуострова се намира планината Итамос или Драгунтелис. В средната част на Ситония близо до село Неос Мармарас се намира известният курорт Порто Карас. Ландшафтът е покрит с гори, пасища и планини.

## Дем Ситония
В административно отношение полуостровът е дем (Δήμος Σιθωνίας) в област Централна Македония. Дем Ситония е създаден на 1 януари 2011 година след обединение на две стари административни единици - демите Ситония и Торони по закона Каликратис.

### Демова единица Ситония
Според преброяването от 2001 година дем Ситония има 8891 жители и в него влизат следните секции и селища:
- Демова секция Никити

- град Никити (Νικήτη)
- село Елия (Ελιά)

- Демова секция Агиос Николаос

- село Агиос Николаос (Άγιος Νικόλαος)
- остров Айбелици (Αϊμπελίτσι)
- село Вурвуру (Βουρβουρού)
- село Галини Агиу Николау (Γαλήνη Αγίου Νικολάου)
- остров Диапорос (Διάπορος)
- село Елеонас (Ελαιώνας)
- остров Елия (Ελιά)
- село Зографу (Ζωγράφου)
- остров Лагониси (Λαγονήσι)
- село Ормос Панагияс (Όρμος Παναγίας)
- остров Перистери (Περιστέρι)
- село Пиргос (Πύργος)
- село Салоникиу (Σαλονικιού)
- село Схиния (Σχοινιά)
- село Фтероти (Φτερωτή)

- Демова секция Метангици

- град Метангици (Μεταγκίτσι)
- село Агии Теодори (Άγιοι Θεόδωροι)

- Демова секция Неос Мармарас

- град Неос Мармарас (Νέος Μαρμαράς)
- село Агия Кирияки (Αγία Κυριακή)
- село Азапико (Αζάπικο)
- село Галини Неу Мармара (Γαλήνη Νέου Μαρμαρά)
- село Имери Елия (Ήμερη Ελιά)
- остров Келифос (Κέλυφος)
- село Партенонас (Παρθενώνας)
- остров Спалатронисия (Σπαλαθρονήσια)
- село Стиладари (Στυλαδάρι)

### Демова единица Торони
Според преброяването от 2001 година дем Торони (Δήμος Τορώνης) с център Сикия има 4036 жители и в него влизат следните секции и селища:
- Демова секция Сикия

- град Сикия (Συκιά)
- село Валти (Βαλτί)
- село Дестеника (Δεστενίκα)
- село Каламици (Καλαμίτσι)
- село Куфос (Κουφός)
- село Паралия Сикияс (Παραλία Συκιάς)
- село Пигадаки (Πηγαδάκι)
- село Платания (Πλατάνια)
- село Торони (Τορώνη)

- Демова секция Сарти

- град Сарти (Σάρτη)